# فلاخو
فلاخو (به آلمانی: Flachau) یک منطقهٔ مسکونی در اتریش است که در ناحیه سنت یوهان ایم پونگاو واقع شده‌است. فلاخو ۱۱۷٫۲ کیلومتر مربع مساحت دارد ۹۲۰ متر بالاتر از سطح دریا واقع شده‌است.